# June Bevan

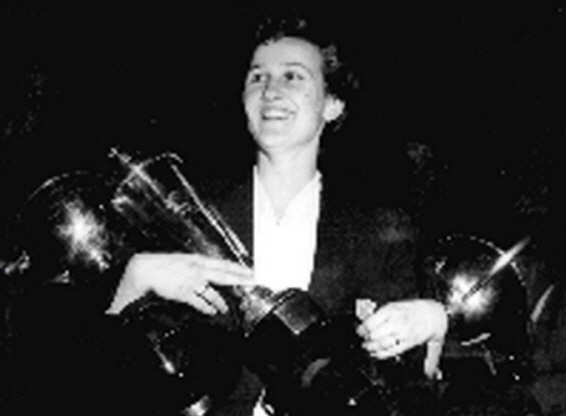
June Bevan

June Bevan OAM (* 9. Juni 1931 in Parkes (New South Wales), geborene June Single) ist eine ehemalige australische Badmintonspielerin.

## Karriere
June Bevan repräsentierte Australien als Nationalspielerin von 1953 bis 1961 und die Auswahl von New South Wales über drei Jahrzehnte von Beginn der 1950er Jahre bis Mitte der 1980er Jahre. Sie gewann zwölf nationale australische Titel. Dabei schaffte sie 1956 und 1960 das Triple, indem sie alle drei möglichen Titel des Jahres gewann.
Für ihre Verdienste um den Badmintonsport als Spielerin, Trainerin, Auswahltrainerin und Funktionärin wurde sie 1998 mit der Medaille des Order of Australia ausgezeichnet.

## Sportliche Erfolge

### National
- Australischer Meister im Dameneinzel – 1956, 1960
- Australischer Meister im Damendoppel – 1955, 1956, 1957, 1960, 1961, 1962, 1963
- Australischer Meister im Mixed – 1956, 1957, 1960

### International
- 1955 – Whyte Trophy gegen Neuseeland
- 1957 – Whyte Trophy gegen Neuseeland
- 1957 – Uber Cup gegen Indonesien
- 1957 – Uber Cup gegen Neuseeland
- 1959 – Whyte Trophy gegen Neuseeland
- 1961 – Whyte Trophy gegen Neuseeland